# Marcin Dzieński
Marcin Dzieński (Tarnów, 22 de enero de 1993) es un deportista polaco que compite en escalada, especialista en la prueba de velocidad.
Ganó una medalla de oro en el Campeonato Mundial de Escalada de 2016 y cinco medallas en el Campeonato Europeo de Escalada entre los años 2013 y 2022.
En los Juegos Europeos de Cracovia 2023 consiguió una medalla de bronce en la prueba de velocidad.

## Palmarés internacional
| Campeonato Mundial | Campeonato Mundial           | Campeonato Mundial | Campeonato Mundial |
| Año                | Lugar                        | Medalla            | Prueba             |
| ------------------ | ---------------------------- | ------------------ | ------------------ |
| 2016               | París (Francia)              | Medalla de oro     | Velocidad          |
| Juegos Europeos    |                              |                    |                    |
| Año                | Lugar                        | Medalla            | Prueba             |
| 2023               | Tarnów (Polonia)             | Medalla de bronce  | Velocidad          |
| Campeonato Europeo |                              |                    |                    |
| Año                | Lugar                        | Medalla            | Prueba             |
| 2013               | Chamonix (Francia)           | Medalla de plata   | Velocidad          |
| 2015               | Chamonix (Francia)           | Medalla de bronce  | Velocidad          |
| 2017               | Campitello di Fassa (Italia) | Medalla de oro     | Velocidad          |
| 2020               | Moscú (Rusia)                | Medalla de bronce  | Velocidad          |
| 2022               | Múnich (Alemania)            | Medalla de plata   | Velocidad          |